# Cyllopoda roxana
Cyllopoda roxana là một loài bướm đêm trong họ Geometridae.